# Pierre Chantelat
Pierre Chantelat est un homme politique français né le 20 septembre 1923 à Besançon et mort le 13 octobre 2011  à Vesoul.
Il est notamment député de Haute-Saône et maire de Vesoul de 1977 à 1989.

## Biographie

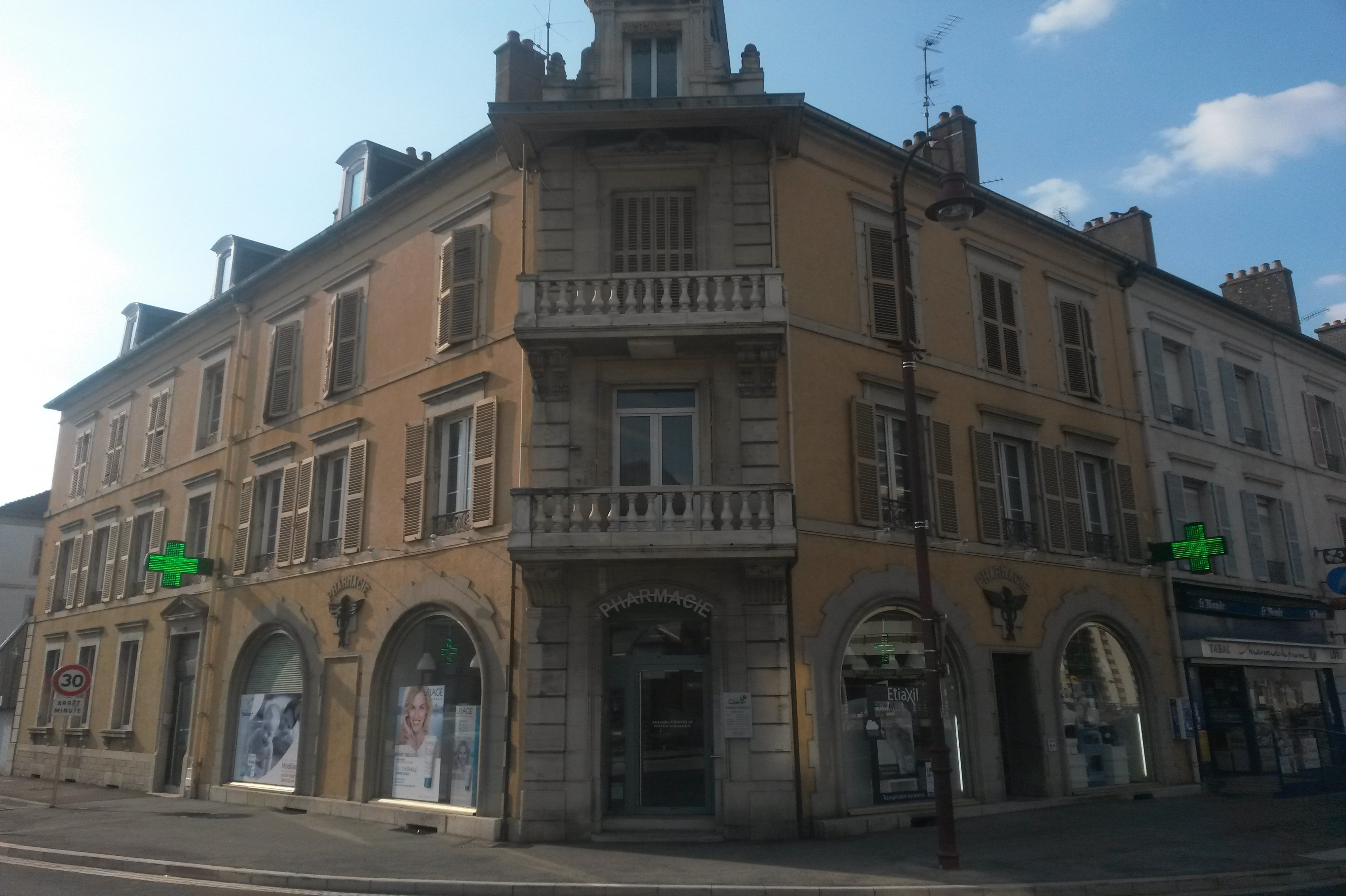
La pharmacie Chantelat à Vesoul

Fils d'un gérant d'hôtel à Besançon, il devient pharmacien à Vesoul après avoir épousé en 1947 la fille du maire Georges Garret.
Il entre en politique tardivement, en devenant adjoint à la Culture en 1973. Il succède à Pierre Rénet en 1977 et reste maire pendant douze ans (1977-1989). Pendant cette période est créé le lac de Vesoul-Vaivre et une partie du Vieux-Vesoul est rénovée.
Il est également député de 1978 à 1981, sous l'étiquette du UDF-PR. Il le redevient de 1986 à 1988, en tant que suppléant de Christian Bergelin, nommé au gouvernement.
Il est élu conseiller régional en 1977. Il devient le bras droit d'Edgar Faure au conseil régional de Franche-Comté, qu'il préside au décès de son mentor (1988-1992). Il est réélu en 1992 en sollicitant les voix des quatre élus du Front national, qui obtinrent ainsi une vice-présidence. Il quitte ce poste en 1997.

## Mandats
- Adjoint au maire de Vesoul (1973-1977)
- Maire de Vesoul (1977-1989)
- Président du district urbain de Vesoul (1977-1989)
- Député de la première circonscription de la Haute-Saône (1978-1981, puis 1986-1988[3] comme suppléant de Christian Bergelin, nommé au gouvernement)
- Président du Conseil régional de Franche-Comté (1988-1998)